# 鬥牛士火箭筒
MATADOR（意為：便攜式反坦克、破門火箭筒，以下簡稱：鬥牛士）是一款由新加坡和以色列之間合作研製的便攜式一次射擊型反坦克武器系統，發射90毫米（3.54英吋）火箭彈。
鬥牛士火箭筒是借鑑西德十字弓輕型反坦克武器設計的更新版本，操作方式相同。這件武器於2000年開始研製，MATADOR最終將會取代在新加坡從1980年代以來已經開始服役的西德製十字弓輕型反坦克武器。
MATADOR是由新加坡共和国武装部队、國防科技局（英語：Defence Science & Technology Agency，簡稱：DSTA）聯同拉斐爾先進防禦系統公司共同研發，並由後來加入研發團隊的狄那米特—諾貝爾炸藥公司（英語：Dynamit Nobel Defence）生產。

## 性能

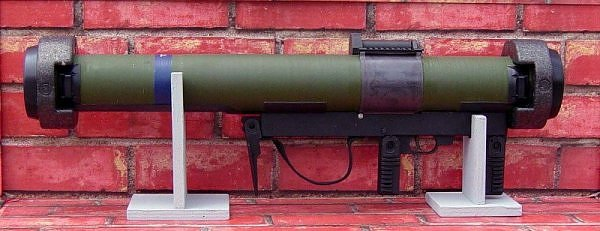
鬥牛士便攜式短程反坦克火箭弹发射器。

鬥牛士是在同類產品當中最輕便的火箭筒。其彈頭能夠有效地破壞裝甲車輛和磚墙。MATADOR具有將筒後噴火減至最小的裝置，使得它在密閉空間仍然能夠安全操作。
鬥牛士火箭筒配備縱列式串聯彈頭，除了可擊毀装甲运兵车和輕型坦克，彈體裝設具備延遲引爆模式的機械引信。在設定為對建築物攻堅彈頭狀態時，能夠在雙重磚牆炸出一個直径大於450毫米（17.72英吋）的孔洞，這使配備鬥牛士火箭筒的部隊在城鎮戰獲得一種非常規的攻堅手段，可有效殺傷憑藉掩體防禦的敵對人員。
據稱，由於其高精度武器系統的推進系統設計，因此鬥牛士的火箭彈體是不會對風向、風速所敏感。

## 彈頭

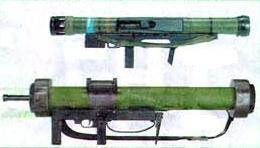
十字弓火箭筒（上）和鬥牛士火箭筒（下）的比較。

鬥牛士可以使用同時具有高爆反坦克彈彈頭和高爆黏著榴彈的雙用途串聯式戰鬥部彈頭，分別可以破壞裝甲和牆壁、碉堡以及其他防禦工事。彈頭選擇是通過其“探針”型裝置（最有可能是引信延長器），延長這探針型裝置就會變成反戰車高爆彈頭模式，而縮短探針型裝置就會變成高爆黏著榴彈模式。

## 緩衝器系統
與其前身十字弓輕型反坦克武器相似的是，鬥牛士裝上的緩衝器系統能夠抵消射擊時的利器。緩衝器系統會在鬥牛士發射時將多枚塑料片從武器後方噴出。從筒後噴出的塑料片會分散起來，並且因為空氣阻力的關係而迅速放緩，因此鬥牛士能夠較會產生筒後噴火的武器（火箭筒、无后座力炮或反坦克飛彈）安全地在一個狹小、封閉的空间（建筑物、壕溝、碉堡或載具內）發射武器內的火箭彈，以及減少發射以後因非常明亮的噴焰和／或揚起的塵土和煙霧而被敵方發現的機會。此外，緩衝器系統的定位已經考慮了武器的重心，以確保更準確和維持良好的平衡。

## 衍生型
拉斐爾先進防禦系統公司和諾貝爾炸藥防務亦開發了鬥牛士的進一步衍生型，主要是給士兵在人口稠密的城市环境內操作，作為反結構武器的用途。
鬥牛士-MP型（MATADOR-MP）
多用途武器，其彈頭能夠有效地消滅各種各樣的地面目標，從輕型裝甲車攻堅和城市的牆壁。正如最初的鬥牛士，這是實現了雙模式引信設計，這一點已經在鬥牛士-MP型經過改進，這使得它會自動區別硬和軟兩種目標，而不需要操作人員進行手動進行選擇的操作。其戰術導軌上可以裝上專用的瞄準裝置，採用了反射式瞄準鏡和激光測距儀設計，以達到更高的命中率。當然，亦可將該專用瞄準裝置拆卸並且裝上安裝其他光学瞄准镜或夜視鏡。
鬥牛士-WB型（MATADOR-WB）
專門破牆的武器，裝上了爆炸成型環（英語：Explosively-Formed Ring，簡稱：EFR）彈頭，可以在典型的城市牆壁上造成一個由750毫米（29.53英吋）到1,000毫米（39.37英吋）寬的人型尺寸裂口。
鬥牛士-AS型（MATADOR-AS）
裝上了先進的串聯式彈頭的反結構武器，也裝上了雙模式引信設計，並且分別命名為反砲座模式（英語：Anti-emplacement Mode）和貫穿／穿鑿鼠洞模式（英語：Penetrating/Mouse-holing Mode）。使用反砲座模式的時候會縮短前級裝藥和隨進裝藥的引爆間隔，由前級裝藥首先在防禦結構和工事外牆上開孔，並經短延遲以後將隨進裝藥鉆入孔內引爆，以增強以爆破破壞防禦結構和工事的效果，或是讓士兵從開孔進入目標的內部；而貫穿／穿鑿鼠洞模式的時候則會延長前級裝藥和隨進裝藥的引爆間隔，隨進裝藥可以侵入城市牆壁、防禦工事內部甚至輕型装甲车裝甲並且引爆，能夠在城市牆壁中造成鼠洞以至破壞輕型装甲车。
鬥牛士-AS型的彈頭其後經過改進，轉化為長釘-SR型反坦克导弹可選用的貫穿爆破碎片（英語：Penetration-Blast-Fragmentation，PBF）彈頭。
鬥牛士-AS型已經被英國陸軍訂購，並預計會在2009年開始加入服役項目。德國陸軍亦已經訂購了1,000枝鬥牛士-AS型並且在逹登軍事訓練場對其進行試射與評估。
RGW
RGW 90 是德國對鬥牛士火箭筒的命名，「RGW」代表「無後座力榴彈武器」（Recoilless Grenade Weapon）。而RGW 60是其一款較小的衍生型，發射60毫米口徑的彈頭，而非通常的90毫米彈頭。

## 戰鬥史
- 2009年1月，首次發現以色列國防軍士兵在加沙地带的鑄鉛行動之中鬥牛士的首次戰鬥部署。特別是鬥牛士-WB型被大量使用以入貫穿牆壁結構，使以色列國防軍部隊能夠突入內部並且攻擊敵軍。[9]
- 2022年，在俄羅斯入侵烏克蘭期間，烏克蘭軍隊使用德國提供的鬥牛士火箭筒抵抗俄羅斯軍隊。[10]
  - 根據烏克蘭報道，RGW-90能夠貫穿輕裝甲運兵車和步兵战车，然而無法保證輕易擊穿坦克爆炸反应装甲。軍方表示，「今年（2023年）夏天，第93旅的士兵使用RGW-90從正面向一輛裝有反應裝甲的俄羅斯坦克射擊。該坦克並沒有被摧毀，但還是被打停下來了，而坦克頂上的士兵被砍成了碎塊」。[11]
- 鬥牛士火箭筒亦在以色列—哈馬斯戰爭當中被廣泛使用，據眾多而且主要是以色列提供的拍攝片段，從鬥牛士所發射的火箭彈被用於摧毀混凝土障礙物。[12]而在哈马斯最初的攻勢當中，多枝鬥牛士火箭筒被武裝分子從以色列基地繳獲並且帶回加薩。

## 使用國
- 比利时

藍色為鬥牛士火箭筒的使用國，而紅色則是前使用國。

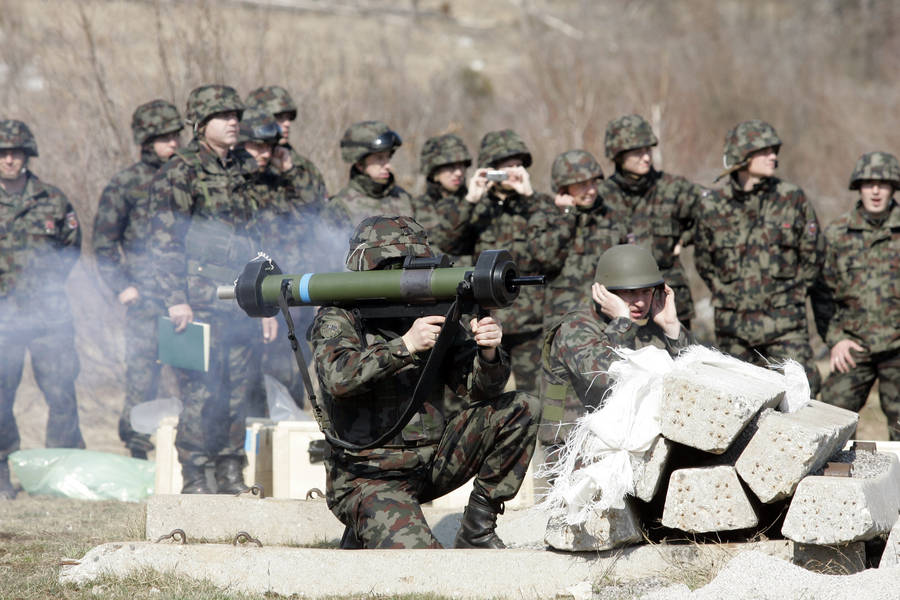
斯洛文尼亞士兵使用RGW 90（鬥牛士火箭筒）射擊，注意從彈頭延伸出來的“探針”型裝置和尾部的緩衝器。

  - 比利时国防部: 2013年訂購111具MATADOR-AS火箭筒，並命名為RGW 90-AS。[13]2022签了合同價值為1,900萬欧元。[14]
- 德国
  - 德國陸軍：已經訂購了1,000具MATADOR-AS火箭筒，並命名為RGW 90-AS，發射的是具有可伸縮探針型裝置的反結構火箭彈。[15]
- 以色列
  - 以色列國防軍[16][17]
- 新加坡
  - 新加坡共和国武装部队：取代原有的十字弓輕型反坦克武器。[18]
- 斯洛維尼亞
  - 斯洛文尼亞軍隊：命名為RGW 90。[19][20]
- 乌克兰
  - 烏克蘭武裝部隊：2022年俄羅斯入侵烏克蘭期間向德國購買5,100具。
- 英国
  - 英國陸軍：已經從諾貝爾炸藥防務訂購新型鬥牛士反結構彈藥（英語：Anti-Structures Munition，簡稱：ASM）版本，合同價值為4,000萬英镑。[8]
- 越南
  - 越南人民海軍陸戰隊[21]

## 流行文化

### 電子遊戲
- 2005年—《真實計劃》：由以色列國防軍輕型反裝甲兵所使用。

## 資料來源
1. ↑  , Yahoo News, 29 March 2022  [9 March 2023], （原始内容存档于2022-03-29）
2. 1 2  . Military-Today.com.   [28 May 2022]. （原始内容存档于2023-04-12）.
3. 1 2 3 4 5   (新闻稿). 新加坡国防部. 2004-09-04  [2011-02-07]. （原始内容存档于2019-06-07）.
4. 1 2  .   [2011-02-07]. （原始内容存档于2020-08-09）.
5. 1 2  .   [2011-02-07]. （原始内容存档于2020-08-09）.
6. ↑  . SAFRA RADIO. （原始内容存档于2009-05-12）.
7. ↑   (PDF).   [2011-02-07]. （原始内容 (PDF)存档于2012-12-24）.
8. 1 2  . Armada International, Dated: 1 Aug 2007.   [2011-02-07]. （原始内容存档于2012-03-26）.
9. ↑  . Defense Technology International, Dated: 1 Feb 2009. （原始内容存档于2009-03-04）.
10. ↑  Starr, Michael. . The Jerusalem Post. 20 April 2022  [10 May 2022]. （原始内容存档于9 May 2022）.
11. ↑  .   [31 May 2023].
12. ↑  . Telegram.   [2024-03-22].
13. ↑  . www.armyrecognition.com.   [2022-03-11]. （原始内容存档于2022-03-11）.
14. ↑  . www.armyrecognition.com.   [2022-03-11]. （原始内容存档于2022-03-11）.
15. ↑  . Augen geradeaus.   [2012-11-18]. （原始内容存档于2021-01-24）.
16. ↑  . Aviation Week. February 23, 2009  [2010-06-25].
17. ↑  . Thefreelibrary.com. 2009-10-01  [2012-11-18]. （原始内容存档于2021-03-01）.
18. ↑  . Mindef.gov.sg.   [2012-11-18]. （原始内容存档于2013-09-21）.
19. ↑   (PDF). Docs.google.com.   [2012-11-18]. （原始内容存档 (PDF)于2019-06-12）.
20. ↑  . Articles.janes.com. 2008-07-02  [2012-11-18]. （原始内容存档于2012-05-09）.
21. ↑  .   [2013-09-20]. （原始内容存档于2014-10-25）.

## 參閲
- M72輕型反裝甲武器
- AT4反坦克火箭筒
- 十字弓火箭筒
- 英剎那拿C90反坦克火箭筒
- 鐵拳44火箭筒
- 鐵拳三型火箭筒
- 黃蜂58反坦克火箭筒
- 89式火箭筒
- 08式火箭筒

## 外部連結
- （英文）—Official site （页面存档备份，存于）
- （英文）—Rafael MATADOR
- （英文）—Israeli Weapons
- （英文）—weaponsystems.net－MATADOR （页面存档备份，存于）
- （英文）—YouTube上的MATADOR Demo

### 视频
- YouTube上的MATADOR Demo
- 新時代武器（英语：Future Weapons）第3季第4集（播出順序為第23集）“以色列特輯”（英語：Israel Special）的相關視頻 （页面存档备份，存于）
- 一級軍火（英語：Ultimate Weapons）的YouTube上的相關視頻